# 16083 Jorvik
16083 Jorvik (1999 TH12) là một tiểu hành tinh vành đai chính được phát hiện ngày 12 tháng 10 năm 1999 bởi J. Ticha và M. Tichy ở Klet.